# Людовіко Манін

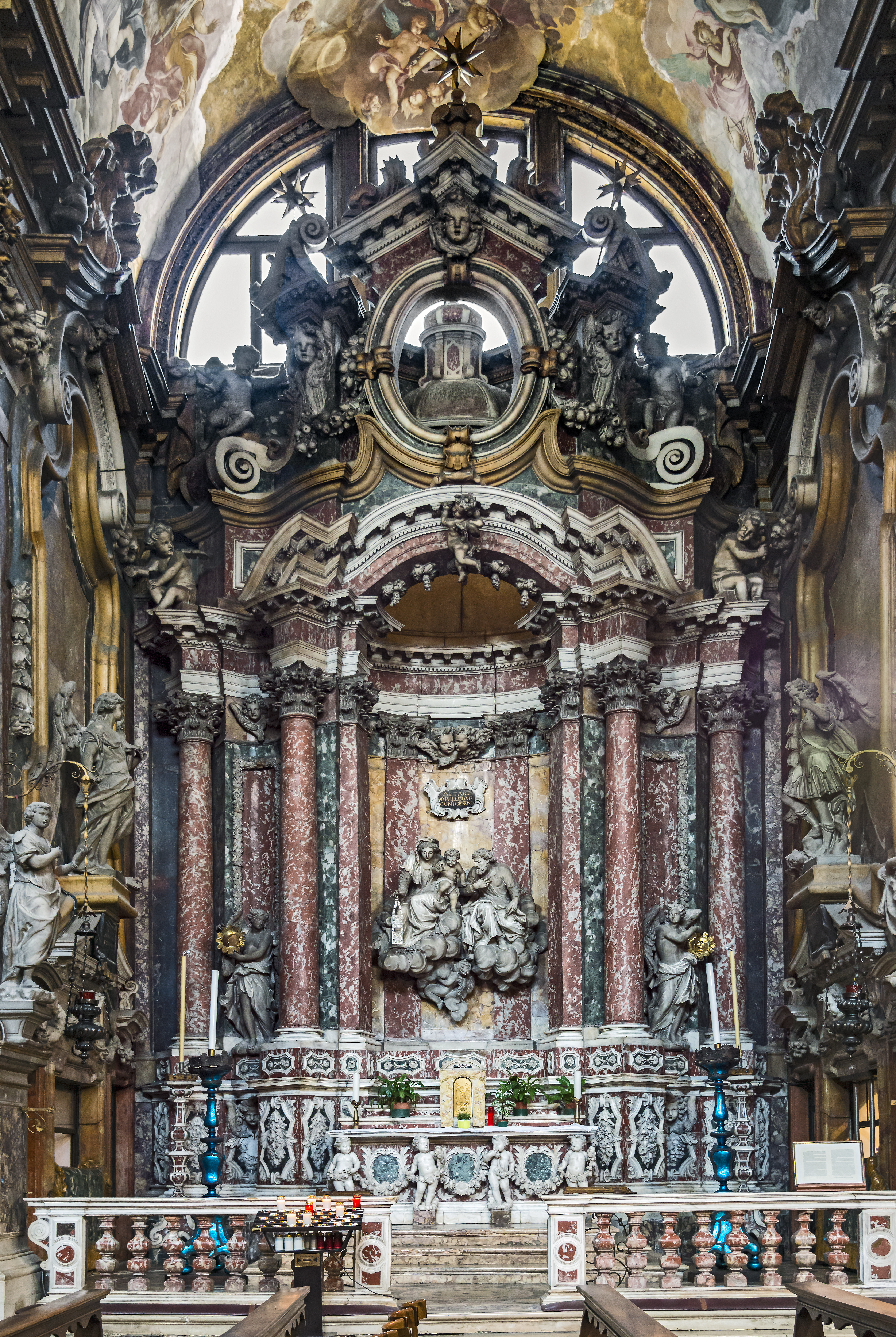
Могила Людовіко Маніна.

Людовіко Манін (італ. Ludovico Manin) — 120-й і останній венеційський дож. Він правив Венеційської Республікою з 9 березня 1789 року до 1797 року, коли його змусив зректися посади Наполеон Бонапарт.

## Біографія
Належав до роду з «новітнього патриціату», що набула такого статусу під час Кандійської війни. Разом з тим родина належала до імперського лицарства. Старший син Людовіко III Альвізе Маніна та Лукреції Марії Басадонни. Спочатку отримав домашню освіту під орудою матері. Потім навчався в Болонському університеті та був пансонатом коледжу Св.Ксаверія. Його навчання було суто гуманітарним: спочатку він спробував себе в італійській та французькій літературі, потім перейшов до вивчення риторики та філософії, також здобув уявлення з природного права. У 1743 році він вирушив до Риму, супроводжуючи свого брата П'єтро, де навчався до 1746 року в коледжі Клементіно. Тут він продовжив навчання з історії, риторики, математики, французької мови, танців та фехтування.
4 вересня 1748 року у Венеції одружився на Єлізабетті Грімані з гілки деї Серві, отримавши посаг у 45 тис. дукатів. 1751 року став членом Великої ради та призначається капітаном Віченци. На цій посаді він відзначився своєю рішучістю в боротьбі з контрабандою та стягненням боргів, а також своєю розсудливістю та якостями посередника.
1756 року стає капітаном Верони, де йому 1757 року довелося боротися з наслідками потужної повені річки Адідже. Манін швидко відреагував, організувавши допомогу та отримавши належну фінансову допомогу від уряду. У 1763 році він обійняв престижну посаду подести Брешії.
1764 року обирається прокуратором de ultra Святого Марка. У 1764-1768 роках був аудитором монетного двору, 1768-1770 роках — аудитором та регулятором мит, 1771-1773 роках — проведитором монетного двору, 1773-1775 роках — аудитором та регулятором державних доходів, 1774-1776 роках —інквізитором управління державними функціями, 1776-1778 роках аудитором та регулятором мит, 1780-1783 роках — депутатом у справах Арсеналу, 1783-1785 роках — магістратом необроблюваних земель, призначених для осушення долин Великі Верони, знову аудитором та регулятором державних доходів, 1785-1789 роках — депутатом з регулювання торговельних тарифів Венеції, 1788 року — інквізитором зі стягнення державних кредитів.
У 1787 році його було обрано вітати папу римського Пія VI під час його офіційного візиту до Венеції. Останній під час урочистотей посвятив Маніна у лицарі.

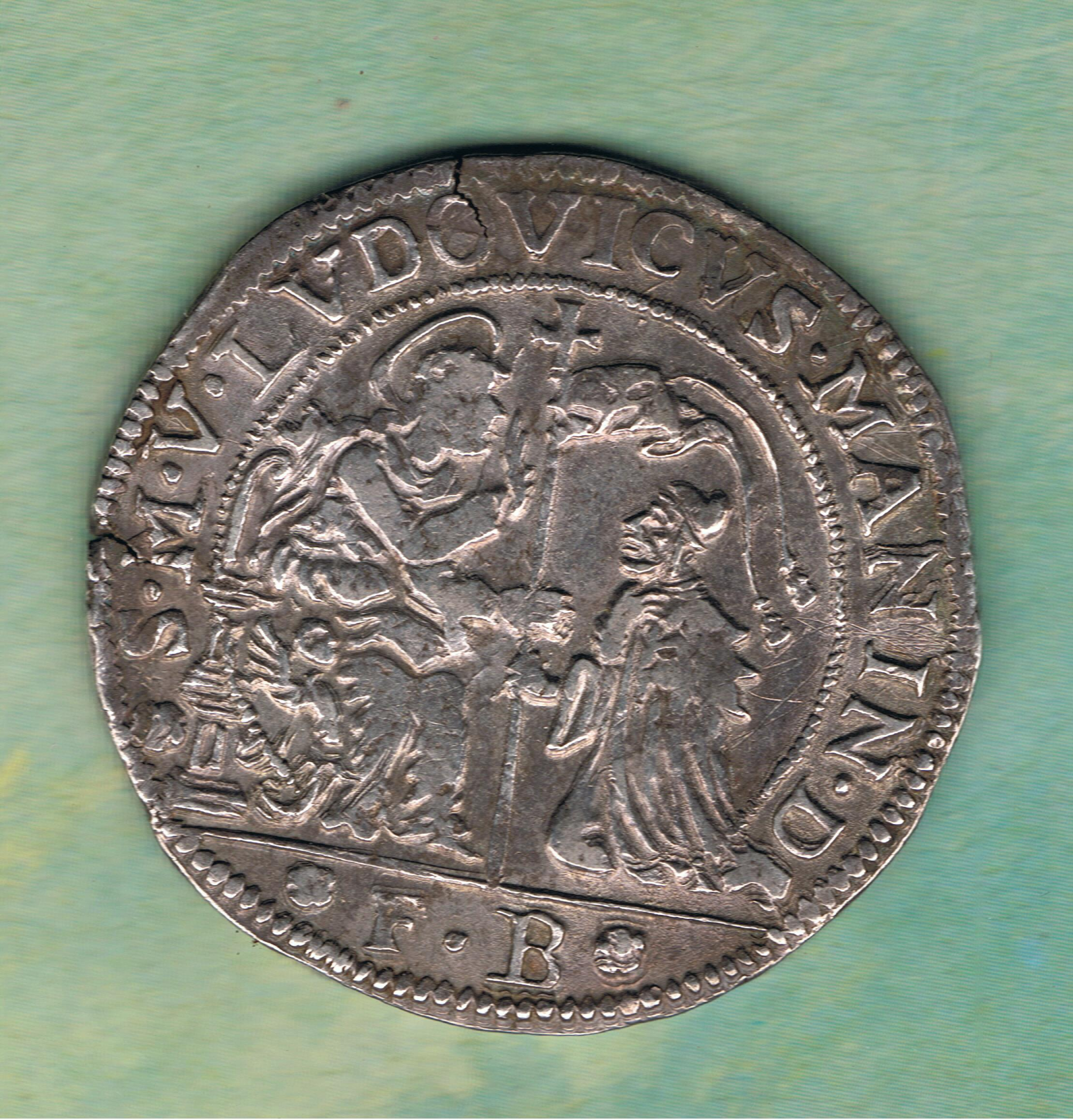
Дукат Людовіко Маніна

9 березня 1789 року обирається дожем у першому турі, отримавши 27 голосів з 41 в Раді сорока. Його традиційна церемонія коронації вимагала від нього кидати монети венеціанцям, що коштувало понад 458 197 лір, менше чверті з яких було сплачено з коштів Венеціанської республіки, решту - з його власної кишені.
30 серпня 1792 року його дружина Єлизабетта померла в Тревізо; її похорон відбувся з великою пишністю в соборі Святого Марка. Манін бажав зректися престолу, щоб піти до приватного життя, але Сенат не дозволив цього. Потім він намагався зробити так, щоб державне управління працювало якомога краще, стежачи за тим, щоб усі державні посади сумлінно виконували свої обов'язки, і кілька разів наполягав на проведенні інституційної реформи для скасування застарілих магістратур та органів.
Коли французькі війська на чолі із Наполеоном Бонапартом вдерлися до Італії, Венеція разом з Генуезькою республікою спочатку не приєдналася до коаліції італійських держав, утвореної в 1795 році, натомість зберігаючи нейтралітет. 15 квітня 1797 року французький генерал Жан-Андош Жюно висунув дожу ультиматум, від якого той відмовився. Секретне доповнення до Леобенського договору, підписаного 17 квітня 1797 року, віддавало Венеційську республіку, разом з Істрією та Далмацією, під владу Австрії. 25 квітня 1797 року французький флот прибув до Лідо. Венеційські гармати потопили один з кораблів, але не змогли відбити вторгнення, оскільки венеціанський військовий флот налічував лише 4 галери та 7 галіотів. Людовіко Манін відкинув пропозицію відступити до Далмації, де зберігалися вірні війська. 12 травня 1797 року без кворуму Велика рада вирішила задовільнити вимоги французів, а Манін здався і залишив Палац дожів через два дні. 16 травня французькі війська вступили на площу Святого Марка, і було офіційно підписано договір про капітуляцію, який підпорядкував Венецію французькому правлінню. Перше, що зробили французи, це захопили Монетний двір Венеції, де Манін зберігав свої гроші разом із державними грошима. Понад шістдесят відсотків чистого золота, що зберігалося, було особистою власністю дожа.
Після зречення Манін відмовився від пропозиції стати тимчасовим головою муніципалітету та відійшов від громадських справ. Він мешкав в палаці Дельфіно-Манін, за повідомленнями, відмовляючись навіть відчиняти двері друзям. Він повернув знаки дожа, герцогський ріг разом із «Золотою книгою», яка служила реєстром родин Венеції, на площу Сан-Марко, де їх сховала нова міська влада.
У 1798 році місто перейшло до Австрії згідно з Кампо-Формійським договором, і Людовіко Манін був у складі делегації з дванадцяти осіб, яка присягнула на вірність новому уряду. За станом здоров'я з 1800 року він був змушений часто виходити на вулицю, а іноді ставав об'єктом образ з боку колишніх громадян. Він хотів закінчити свої дні в монастирі, але це виявилося неможливим. Він також відзначився благодійною діяльністю, встановивши суму в 40 тис. дукатів на рік, яка мала бути виділена бідним.
Помер у своїй віллі від водянки та проблем із серцем 24 жовтня 1802 року. У його заповіті було наказано, щоб його похорон відбувся «з найменшою можливою помпою». Його було поховано в каплиці церкви Санта-Марія ді Назарет дельї Скальці, у родинній гробниці. Його статки та майно, зокрема родинну віллу спадкував небіж Людовіко Леонардо.

## Праці
- Lodovico Manin. Memorie del dogado, передмова та нотатки Аттіліо Сарфатті, Венеція, 1886 (італ.)